# تپه شاه کوه
تپه شاه کوه مربوط به سدهٔ ۴ و ۵ ه.ق است و در شهرستان طالقان، روستای نویز واقع شده و این اثر در تاریخ ۱۲ بهمن ۱۳۸۱ با شمارهٔ ثبت ۷۰۷۸ به‌عنوان یکی از آثار ملی ایران به ثبت رسیده است.